# Fernröntgenseitenbild

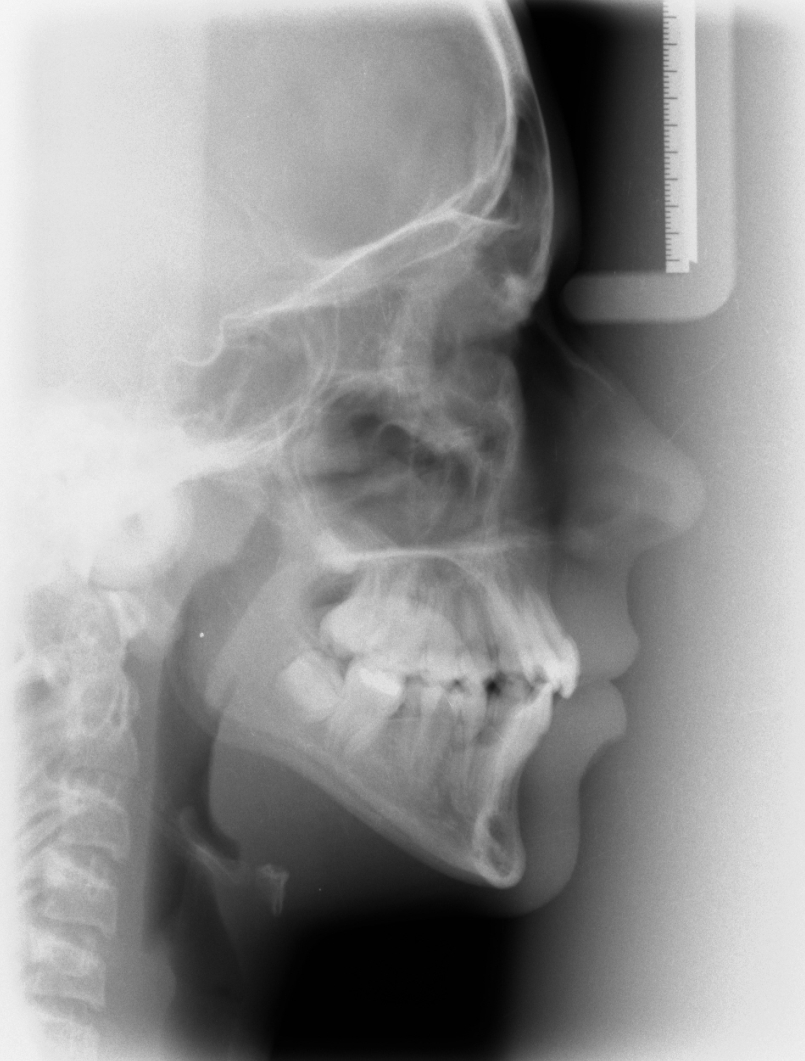
Fernröntgenseitenbild

Das Fernröntgenseitenbild (syn: FRS, Profilröntgenbild) ist eine Röntgenaufnahme, die vor allem in der Kieferorthopädie und Mund-, Kiefer- und Gesichtschirurgie Verwendung findet. Für die Behandlungsplanung erfolgt die Bestimmung von Wachstumstendenzen, Kiefer- und Knochenrelationen sowie der Achsen der Frontzähne.
Es handelt sich um eine laterolaterale Aufnahme des Schädels mit möglichst parallelem Strahlengang. Der Abstand zwischen Strahlenquelle und Röntgenfilm beträgt deshalb etwa 1,5 Meter, der Abstand zwischen Kopf und Röntgenfilm wird möglichst gering gewählt. Die Aufnahmedauer beträgt ca. 12 Sekunden. Während dieser Zeit fahren zwei Blenden mit einem vertikalen Schlitz synchron über die Strahlenquelle und den Film. Dies führt dazu, dass der Film in einer vertikalen Linie von anterior nach posterior belichtet wird (auf der hier gezeigten Abbildung von rechts nach links). Durch die Benutzung von Weichteilfiltern können die einzelnen Abschnitte des Röntgenbildes unterschiedlich stark belichtet werden. Daher sind auf ein und demselben Bild sowohl die relativ strahlendurchlässigen Weichgewebe des Gesichtsprofils, als auch die relativ röntgenopaken Knochen zu sehen.
Die Aufnahme erfolgt entweder mittels konventionellem Röntgenfilm oder mit einem digitalen Sensor. Die Strahlenbelastung je Aufnahme hängt von der Größe des Patienten (des zu durchstrahlenden Gewebes) und der verwendeten Technik ab. Durch Verwendung digitaler Röntgentechnik kann die Strahlenbelastung beim FRS halbiert werden. Die effektive Dosis wird 2,3 µSv für konventionelle und 1,1 µSv für digitale Aufnahmen angegeben. Durch die Entwicklung immer empfindlicherer Sensoren werden sowohl die Aufnahmen qualitativ besser, als auch die benötigte Strahlendosis geringer.
Neben den Strukturen des Gesichtsschädels sind auf dem FRS auch Teile der Halswirbelsäule abgebildet. Anhand von Größe und Form der einzelnen Wirbel können bei Kindern und Jugendlichen Rückschlüsse auf den Reifegrad und somit auf das noch zu erwartende Wachstum gemacht werden. In der Fachliteratur wird dies als CVM (cervical vertebra maturation) bezeichnet. Unter Umständen kann dadurch auf ein Handröntgenbild verzichtet werden.

## Auswertung
Die Auswertung des FRS durch Vermessung verschiedener Punkte, Strecken und Winkel wird als Kephalometrie bezeichnet. Hier stehen über 100 verschiedene Analyseverfahren zur Verfügung, wobei die nach Ricketts oder Hasund am weitesten verbreitet sind. Da der Strahlengang nur nahezu parallel ist und der Film bzw. Sensor sich hinter dem Objekt befindet, wird das Objekt auf dem FRS in der Regel leicht vergrößert abgebildet. Durch den Einbau einer röntgenopaken Skale in die Nasenstütze wird eine nachträgliche Kalibrierung ermöglicht, so dass nicht nur Winkel, sondern auch Strecken in Millimetern gemessen werden können.

## Prothetik
In der Prothetik kann diese Röntgenaufnahme zur Planung einer Rekonstruktion von Abrasionsfällen und bei totalen Prothesen sinnvoll sein. Die mit ihr zu ermittelnden schädelbezüglichen Parameter geben wertvolle Hinweise zur Positionierung einzelner Zähne und ganzer Zahngruppen.
Das FRS wurde von Rudolf Slavicek auf dem SAM-Artikulator bezogen in den 1980er Jahren eingeführt; mittlerweile gibt es über 100 Analyseverfahren zur objektiven Bestimmung von Okklusionsebenen, Bisshöhe, u. Okklusionskurve mit dem Ziel einer optimalen Festlegung der Okklusionsebene und Bisshöhe unter funktionellen und kosmetischen Gesichtspunkten sowie Erkennung der Ursachen von Funktionsstörungen des Kiefergelenks und muskulären Verspannungen.
Im Rahmen der Funktionsdiagnostik wird diese Röntgenaufnahme für die Ermittlung der Okklusionsebene mit elektronischer Gelenkaufzeichnung kombiniert.